# Margaret de Beaumont, 7. Countess of Warwick
Margaret de Beaumont, Countess of Warwick (auch Margaret de Newburgh oder Margarey de Beaumont) (* vor 1220; † 3. Juni 1253) war eine englische Adlige.

## Herkunft
Margaret de Beaumont entstammte der anglonormannischen Familie Beaumont. Sie war eine Tochter von Henry de Beaumont, 5. Earl of Warwick und von dessen ersten Ehefrau Margery de Oilly. Nach dem Tod ihrer Mutter vor 1220 heiratete ihr Vater in zweiter Ehe Philippa Basset, er starb 1229. Über ihre Mutter erbte sie die Baronie Hook Norton in Oxfordshire. Nach dem Tod ihres Bruders Thomas de Beaumont, 6. Earl of Warwick, der am 26. Juni 1242 kinderlos starb, erbte Margaret die Besitzungen der Familie Beaumont und wurde aus eigenem Recht Countess of Warwick. Da jedoch sowohl ihre Stiefmutter Philippa wie auch Ela Longespée, die Witwe ihres Bruders, einen lebenslangen Anspruch auf ein umfangreiches Wittum hatten, waren die Besitzungen der Familie stark geschmälert.

## Ehen mit John Marshal und John de Plessis
Vor dem 22. August 1242, vermutlich bereits früher, hatte sie John Marshal, Lord of Hingham and Hockering aus Norfolk geheiratet, der durch sie nun den Anspruch auf den Titel Earl of Warwick erhielt, jedoch bereits zwischen dem 3. und dem 23. Oktober 1242 starb. Als reiche Erbin plante Margaret vermutlich selbst eine neue Heirat, doch gegen ihren Willen versprach König Heinrich III. ihre Heirat John de Plessis, einem Ritter seines Haushalts. Die Heirat fand vor dem 14. September 1243 statt, doch da Margaret sich gegen die Heirat sträubte, da sie angeblich bereits wieder verlobt gewesen war, wurde Plessis erst 1247 als Earl of Warwick anerkannt. Plessis erreichte in Verhandlungen mit Margarets Verwandten, dass er im Falle ihres Todes das lebenslange Nutzungsrecht ihrer Ländereien behielt. 

## Tod und Erbe
Als Margeret kinderlos 1253 starb, wurde ihre Tante Alice de Newburgh Erbin der Besitzungen der Familie Beaumont sowie des Titels Countess of Warwick. Entgegen dem geltenden Erbrecht erreichte Plessis jedoch mit Unterstützung des Königs, dass er nicht nur die Beaumont-Besitzungen lebenslang behalten durfte und auch den Titel Earl of Warwick weiterführen durfte, sondern auch Hook Norton als Lehen erhielt, das Margaret von ihrer Mutter geerbt hatte. Dieses durfte er nicht nur lebenslang nutzen, sondern sogar an seinen Sohn Hugh de Plessis aus erster Ehe vererben. Diese Rechtsbeugung des Königs verbitterte zahlreiche Barone, die bereits wegen der erzwungenen zweiten Heirat Margarets mit einem kleinen Ritter verbittert gewesen waren. Nach dem Tod von John de Plessis erbte schließlich Margarets Cousin William Mauduit, der älteste Sohn von Alice de Newburgh die Besitzungen der Familie Beaumont sowie den Titel Earl of Warwick.